# Nguyễn Hữu Luật
Nguyễn Hữu Luật (sinh 1947) là đại biểu Quốc hội Việt Nam khóa X. Ông thuộc đoàn đại biểu Bình Phước.
Tên thường gọi: Nguyễn Hữu Luật
Ngày sinh: 10/10/1947
Giới tính: Nam
Dân tộc: Kinh
Tôn giáo: Không
Quê quán: Xã Bình Nghĩa, huyện Bình Sơn, Quảng Ngãi
Trình độ chuyên môn: Cử nhân chính trị
Nghề nghiệp, chức vụ: Y sĩ, Phó Bí thư thường trực Tỉnh uỷ tỉnh Bình Phước
Nơi làm việc: Tỉnh ủy tỉnh Bình Phước
Nơi ứng cử: Bình Phước
Đại biểu Quốc hội khoá: X
Đại biểu chuyên trách: Không
Đại biểu Hội đồng nhân dân: Không
Ngày 26 tháng 10 năm 2007, Ban Thường vụ Tỉnh ủy Bình Phước đã công bố quyết định của Bộ Chính trị về phân công cán bộ tỉnh Bình Phước. Theo đó, ông Nguyễn Hữu Luật, Bí thư Tỉnh ủy, Chủ tịch HĐND tỉnh Bình Phước nghỉ công tác từ ngày 1 tháng 11 năm 2007 để nghỉ hưu.